# Kwatera na Łączce

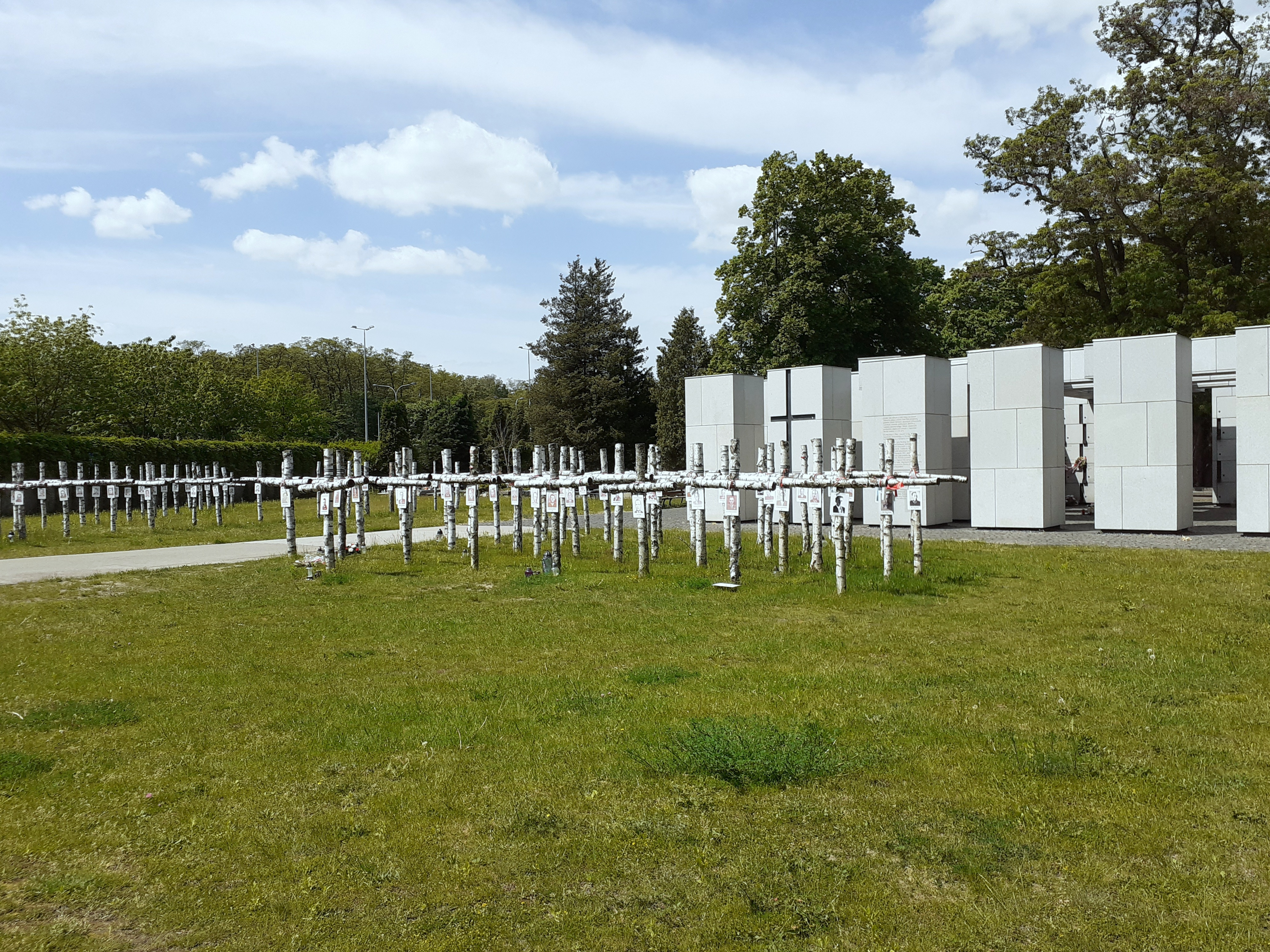
Kwatera na Łączce. W tle Panteon – Mauzoleum Wyklętych-Niezłomnych (2023)

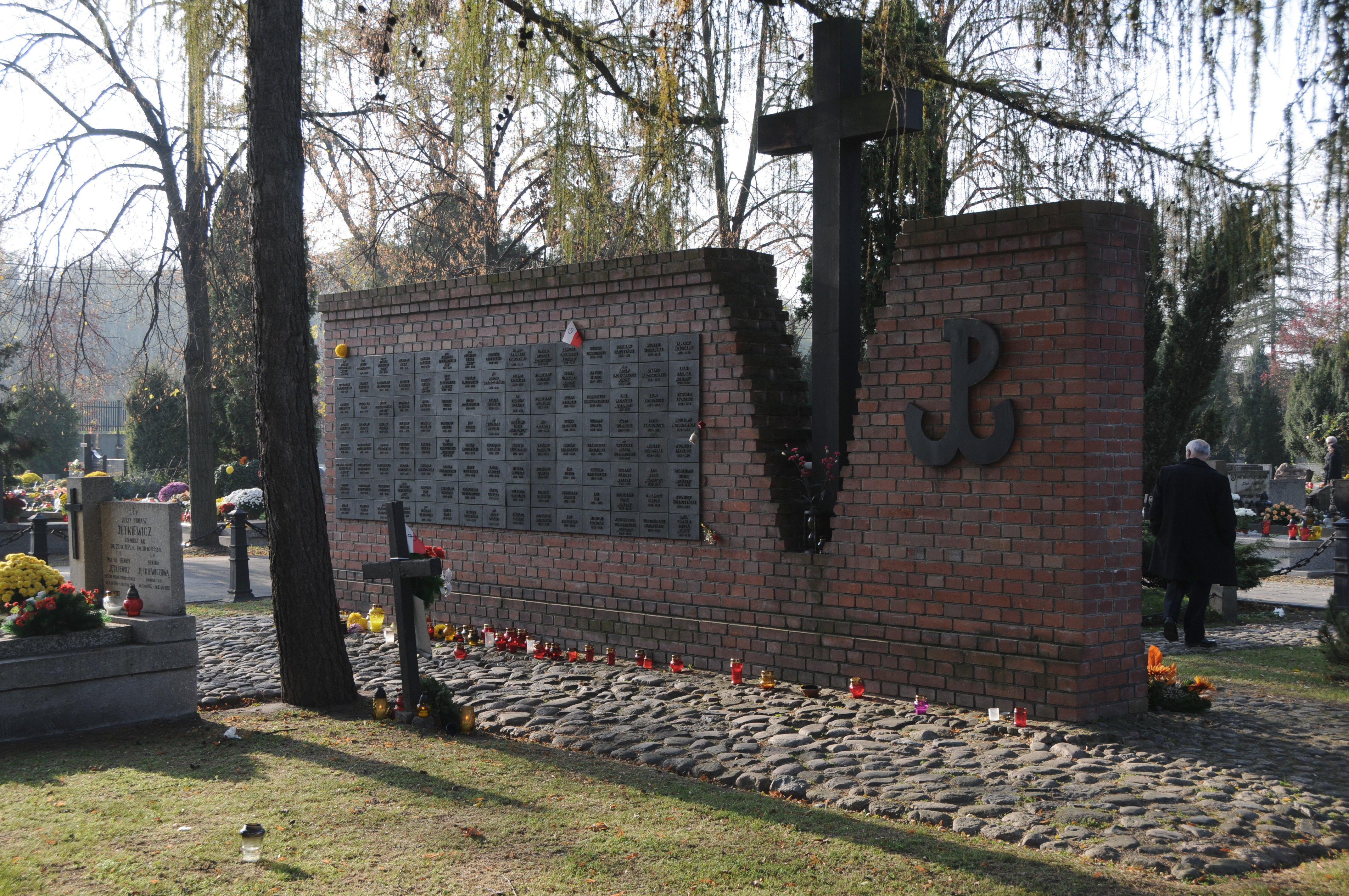
Pomnik symbolizujący literę V wraz z klepsydrami

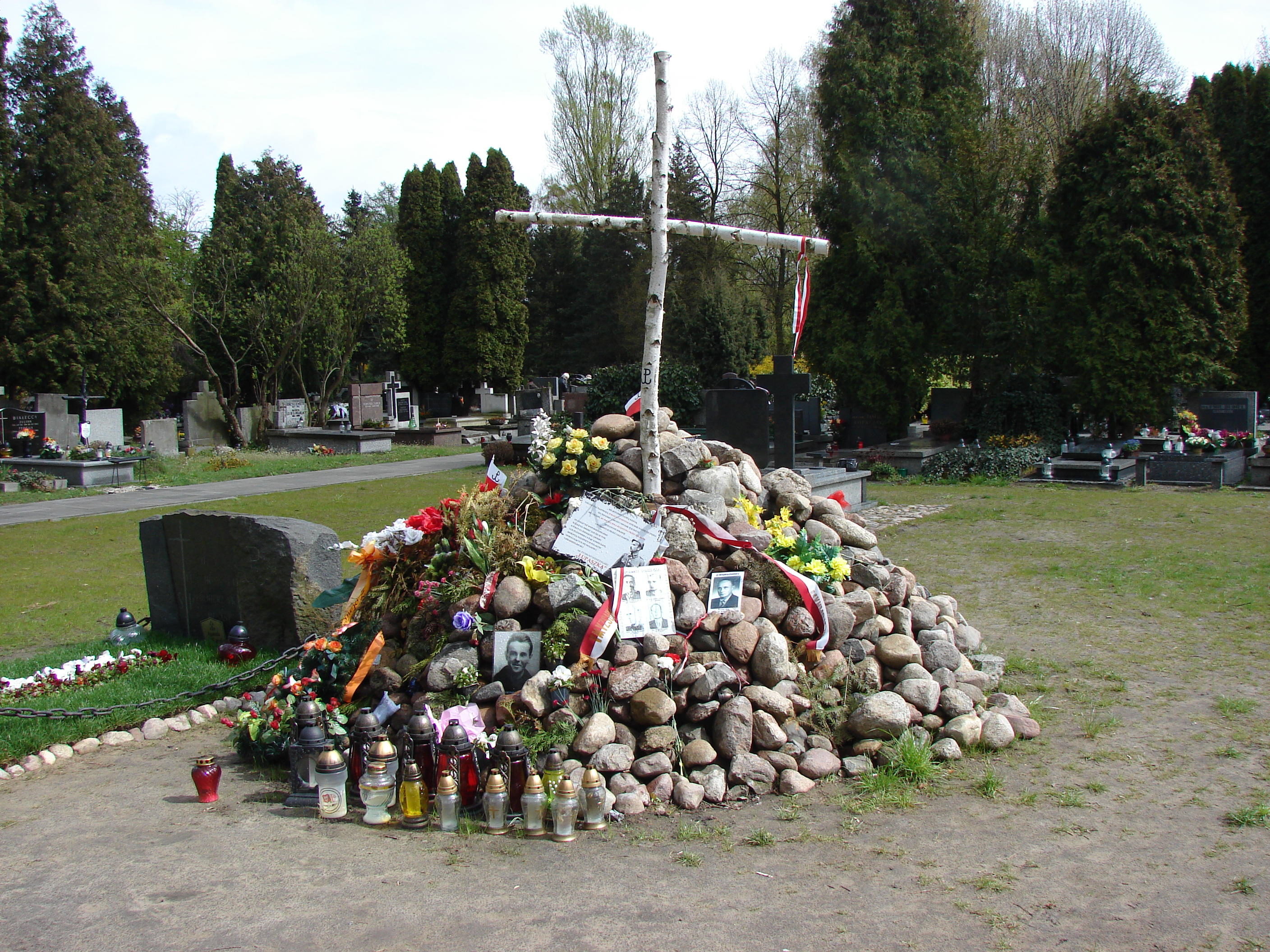
Tymczasowe miejsce pamięci w Kwaterze na Łączce (2014)

Kwatera na Łączce, także kwatera „Ł” – miejsce pochówku przy murze cmentarnym cmentarza Wojskowego na Powązkach w Warszawie pomordowanych przez organy bezpieczeństwa publicznego w latach 1945–1956, często w więzieniu mokotowskim. Na terenie Łączki znajduje się Panteon – Mauzoleum Wyklętych-Niezłomnych.

## Miejsca
Miejsce, w którym od połowy 1948 chowane były potajemnie ciała więźniów więzienia mokotowskiego na tzw. „łączce”, znajdowało się na Cmentarzu Cywilnym – Powązki graniczącym wspólnym murem z dawnym Cmentarzem Wojskowym. Na miejscu tym urządzono kompostownię, potem śmietnik, a w 1964 włączono je do sąsiadującego Cmentarza Wojskowego, nadając obu częściom – cywilnej i wojskowej nazwę: Cmentarz Komunalny – Powązki. Oprócz obecnej kwatery „Ł” dawniej E (plan z 1971, naprzeciw C27) (F, FII, FIII) miejsca dawnych grobów znajdują się także w dawnej kwaterze, pod obecnymi kwaterami M, MII i ŁII.
Zwłoki pomordowanych, którzy pochowani zostali symbolicznie „Na Łączce” Cmentarza Wojskowego, chowane były jednak także potajemnie w innych częściach Warszawy i okolic:
- Służew: stary cmentarz służewiecki przy ul. Wałbrzyskiej rozszerzony o działkę należącą przedtem do Józefa Bokusa[9] oraz nieokreślone bliżej miejsca na Służewie nad Dolinką i ogólnie w parafii św. Katarzyny. Do połowy 1948 r. powiązane w workach zwłoki wywoził „na Służew” na potajemne nocne pochówki grabarz Więzienia Mokotowskiego Władysław Turczyński[10]
- przy murze Wyścigów Konnych na Służewcu
- Cmentarz Bródnowski w nieistniejącej na planach kwaterze 45 N
- przy murze więziennym więzienia mokotowskiego
- teren praskiego Więzienia Karno-Śledczego nr III tzw. „Toledo”[11] przy ul.11 Listopada[12]
- cmentarz wojenny w Trojanowie k. Sochaczewa[9].

## Symboliczna wspólna mogiła
Szacunki oparte na zeznaniach Alojzego Grabickiego dla Komisji Kosztirki wskazują na ok. 250 osób pochowanych bezpośrednio w kwaterze Cmentarza Komunalnego. Są to głównie wojskowi, zajmujący niejednokrotnie także po wojnie wysokie stanowiska w Wojsku Polskim mordowani przez tzw. Informację Wojskową głównie w więzieniu mokotowskim.
Osoby pochowane (symbolicznie) uwidocznione na rozebranym (w związku z rozpoczęciem w 2013 roku prac ekshumacyjnych na terenie tej kwatery) pomniku:
(Odstępy odpowiadają rzędom na tablicy pomnika)
| - kpt. Stefan Głogowski „Józef” 1910–1948 - kpt. Józef Czerniawski 1896–1946 - ppor. Stefan Nowaczek „Wilk” 1919–1946 - Bolesław Panek 1923–1946 - Edward Grabarz 1925–1946 - ppor. Zygmunt Szymanowski „Lis” 1910–1950 - ppor. Zygmunt Kęska „Świt” 1917–1946 - Tadeusz Przybylski 1920–1951 - ks. ppor. Kazimierz Łuszczyński 1922–1946 - Edward Długosz „Kronikarz” 1918–1952 - Ksawery Grocholski „Leonard” 1903–1947 - Wiktor Komorowski 1926–1954 - Bolesław Wasiutyński 1898–1951 - Andrzej Wlekliński 1922–1948 - Tadeusz Kościółek 1932–1953 - Eugeniusz Chudowolski 1925–1951 - Henryk Żmudzki 1900–1945 - Lechosław Roszkowski 1910–1948 - Tadeusz Łabędzki 1917–1946 - Tadeusz Cieśla „Żbik” 1919–1952 - ppor. Jan Lebedowicz „Szeliga” 1897–1951 - Tomasz Malczewski 1906–1945 - płk Antoni Wereszczyński 1890–1952 - Helena Trzcińska 1909–1947 - Władysław Borowiec 1916–1948 - Stefan Głowacki „Smuga” 1903–1949 - Antoni Siwiec 1907–1952 - chor. Adolf Kaczmarczyk „Grom” 1905–1947 - Stefan Skrzyszowski 1911–1953 - Lech Rajchel „Lesław” 1929–1954 - Tadeusz Polesiński 1918–1946 - Augustyn Kania 1919–1954 - Józef Marcinkowski „Wybój” 1900–1952 - Zygmunt Urbański 1919–1946 - Piotr Bańczyk 1906–1952 - Henryk Gosik 1923–1951 - Józef Boguszewski 1916–1951 - Leszek Śliwiński 1931–1953 - kpt. Zygmunt Wolanin 1914–1946 - Władysław Dubielak 1924–1955 - Julian Łabędzki 1921–1951 - Franciszek Krawczykowski 1906–1952 - Emil Jabłoński „Salomon” 1895–1949 - Leon Knyrewicz 1924–1947 - Ryszard Kuzubski 1929–1952 - Stefan Majewski 1910–1951 - Bolesław Dominik 1918–1946 - Wacław Rogala 1925–1946 - Wiesław Płoński 1924–1946 - Ryszard Widelski 1913–1949 - Stanisław Derkus 1925–1951 - Jan Bielski 1924–1952 - mjr Zygmunt Roguski 1886–1946 - mjr Bolesław Lipski „Bartłomiej” 1890–1945 - Jan Czeredys 1912–1948 - Feliks Stroiński 1899–1948 - Wacław Korwel 1914–1952 - Józef Wołyniec 1917–1949 - Piotr Stachowicz 1923–1951 - Bogusław Pietrkiewicz 1930–1953 - Stefan Bronarski 1916–1951 - Władysław Kwiatkowski 1921–1951 - Edmund Zakrzewski 1909–1946 - Zygmunt Tutkaj 1922–1945 - Edward Dziewa 1925–1951 - kpt. Tadeusz Zawadziński „Wojciech” 1918–1948 - Roman Jaroszyński 1916–1946 - Eugeniusz Smoliński 1905–1949 - Tadeusz Głuchowski 1923–1952 - Tadeusz Dziońsko 1928–1953 - Marian Kaczmarek 1904–1953 - Franciszek Michalski 1908–1953 - mjr Grzegorz Doliwa Dobrowolski 1898–1952 - Dionizy Sosnowski 1929–1953 - Zygmunt Jakimiuk 1916–1946 - Roman Henryk Pawłowski „Orłow” 1925–1949 - Władysław Stępnowski 1904–1950 - Aleksander Wzorek 1929–1951 - Wiktor Stryjewski 1916–1951 - Zbigniew Bernatowicz 1924–1949 - Stefan Tomaszewski 1897–1952 - Jerzy Wierzbicki 1925–1951 - Karol Rakoczy 1928–1950 - Witold Bikulicz 1927–1952 - Zdzisław Eichler 1908–1948 - Jan Kuzko 1929–1953 - Edward Bartkowski 1924–1946 - Wacław Walicki „Teresa” 1903–1949 - Jan Kruk „Tadeusz” 189?–1954 - Stanisław Kopik „Zemsta” 1914–1948 - Edwin Matecki 1916–1946 - Stanisław Karwowski 1918–1946 - Wincenty Morawski 1931–1951 - ppor. Zygmunt Wilczyński „Żuk” 1910–1950 - Tadeusz Bejt 1923–1949 - Stanisław Okniński 1923–1952 - Franciszek Wyżykiewicz 1923–1946 - Paweł Grieger 1918–1952 - Telesfor Grewling 1932–1952 - Henryk Borkowski 1913–1951 - Stanisław Żabicki 1925–1952 - Jan Koj 1925–1952 - Wincenty Paszuk 1925–1946 - Zygmunt Woszczyński 1926–1953 - Jerzy Zakulski 1911–1947 - Tadeusz Gałka 1920–1950 - prof. Władysław Tarnawski 1885–1951 - Zygmunt Maciejec 1911–1947 - por. Bodgan Olszewski 1917–1946 - Paweł Pałys 1896–1953 - Wiktor Kuczyński 1903–1950 - płk Jerzy Broński 1903–1950 - Ryszard Cieślak 1926–1958 - Napoleon Idzikowski 1924–1955 - Jan Farbotnik 1919–1953 - Mikołaj Łutczak 1924–1951 - kpt. Aleksander Tomaszewski „Bończa” 1904–1949 - Włodzimierz Miączuński 1923–1951 - ppłk Edward Pisula „Tama” 1898–1945 - gen. bryg. August Emil Fieldorf „Nil” 1895–1953 - płk Bernard Adamecki 1897–1952 - ppłk Zdzisław Barbasiewicz 1909–1952 - ppłk Stanisław Michowski 1900–1952 - ppłk Aleksander Kita 1912–1952 - płk Marian Orlik 1916–1953 - ks. Rudolf Marszałek 1911–1948 - Władysław Dybowski 1892–1947 - Mieczysław Kawalec „Żbik” 1931–1953 - Julian Czerwiakowski 1911–1953 - Mirosław Nowicki 1904–1948 - mjr Józef Rzepka „Krzysztof” 1913–1951 - mjr Karol Jabłoński 1903–1953 - Apolinary Rybicki 1903–1947 - szer. Tadeusz Mroczkowski 1924–1946 | - kmdr. Stanisław Mieszkowski 1903–1952 - kmdr. Jerzy Staniewicz 1903–1952 - kmdr. por. Zbigniew Przybyszewski 1907–1952 - płk obs. Józef Maksymilian Jungrav 1897–1952 - płk pilot August Menczak 1894–1952 - płk pilot Władysław Minakowski 1902–1952 - ppłk Roman Rypson 1899–1953 - płk pilot obs. Szczepan Ścibior 1903–1952 - kpt. Franciszek Błażej 1907–1951 - ppłk Kazimierz Gąsiorowski „Edyta” 1903–1952 - Władysław Lisiecki 1919–1952 - Konrad Dybowski 1919–1947 - por. Edward Nowicki 1910–1945 - mjr Ludwik Świder 1893–1952 - kpt. Wacław Alchimowicz 1914–1948 - płk Aleksander Rode 1909–1953 - płk Zygmunt Bohdan Sokołowski 1908–1953 - płk Feliks Michałkowski 1907–1953 - mjr Zefiryn Machalla 1915–1952 - mjr Benno Zerbst 1923–1953 - ppłk Lucjan Szymański „Janczar” 1897–1945 - mjr Stanisław Tabisz 1888–1948 - ppor. pilot Edward Pytko 1929–1952 - Zdzisław Klimpel 1902–1949 - kpt. lek. med. Witold Karlicki „Marian II” 1910–1947 - por. Arkadiusz Wasilewski „Biały” 1925–1949 - prof. Marian Grzybowski 1895–1949 - por. Roman Groński „Żbik” 1926–1948 - kpt. Stanisław Łukasik „Ryś” 1918–1949 - kpt. Józef Batory 1914–1951 - gen. bryg. Franciszek Kwiryn Herman 1904–1952 - płk Aleksander Krzyżanowski „gen. Wilk” 1898–1951 - ppłk Antoni Olechnowicz „Pohorecki” 1905–1951 - ppłk Łukasz Ciepliński 1913–1951 - mjr Bolesław Kontrym „Żmudzin” 1898–1953 - mjr Hieronim Dekutowski „Zapora” 1918–1949 - płk Zygmunt Szendzielarz „Łupaszko” 1910–1951 - kpt. Jan Morawiec „Remisz” 1915–1948 - por. Konstanty Kociszewski „Górka” 1905–1946 - mjr Andrzej Rudolf Czaykowski „Garda” 1912–1953 - ppor. Roman Rawicz Karwowski 1908–1946 - kpt. Gracjan Fróg „Szczerbiec” 1911–1951 - Waldemar Baczak „Arnie” 1922–1947 - Lech Neyman 1908–1948 - Feliks Antczak 1916–1945 - rtm. Witold Pilecki 1901–1948 - Włodzimierz Marszewski „Gorczyca” 1891–1948 - ppłk Stanisław Kasznica 1908–1948 - mjr Adam Lazarowicz 1902–1951 - mjr Karol Sęk 1893–1952 - kpt. Adam Mirecki 1909–1952 - kpt. Bronisław Chajęcki 1902–1952 - por. Jan Wyszomirski 1913–1945 - ppor. Zbigniew Romer 1917–1952 - kpr. Stefan Pietusiński 1929–1953 - por. Jan Przybyłowski 1917–1951 - por. Mieczysław Sokołowski „Dakowski” 1910–1947 - ppor. rez. piech. Stefan Górski „Brzeg” 1922–1948 - Jerzy Stolarski 1921–1950 - ks. Zygmunt Kaczyński 1894–1953 - Jan Rodowicz „Anoda” 1923–1949 - płk Mieczysław Oborski 1900–1953 - Jerzy Jętkiewicz 1925–1953 - Jerzy Miatkowski „Zawada” 1923–1949 - por. Edmund Tudruj „Mundek” 1923–1949 - por. Karol Chmiel 1911–1951 - Adam Gajdek „Olek” 1915–1949 - Zygmunt Ojrzyński „J 13” 1903–1953 - Józef Krasowski 1901–1946 - Bolesław Częścik 1924–1951 - por. Edmund Rosochacki 1920–1952 - ppor. Zygmunt Lercel 1921–1950 - Helena Żurowska 1905–1949 - Tadeusz Pelak „Junak” 1922–1949 - kpt. Antoni Błaszczyński 1903–1951 - Stanisław Stankiewicz 1903–1947 - Leon Dziubecki 1904–1948 - Stanisław Piwek 1900–1948 - Adam Doboszyński 1904–1949 - Jan Kaim 1912–1949 - Edmund Bukowski 1918–1950 - Tadeusz Klukowski 1931–1953 - Zbigniew Ejme 1912–1953 - Mieczysław Gągorowski 1922–1952 - Stanisław Mierzwiński 1922–1949 - Lucjan Minkiewicz „Wiktor” 1918–1951 - mjr Józef Gumowski „Ziutek” 1916–1952 - Tadeusz Leśnikowski 1916–1950 - sierż. Józef Bahrycz 1925–1952 - Stanisław Mittlener-Dąbrowa 1897–1953 - Leopold Rutkowski 1887–1949 - Eugeniusz Falkus 1931–1952 - Władysław Śliwiński 1921–1951 - Edmund Pawliszewski 1912–1949 - Marian Szymczak 1920–1955 - ppłk Stefan Długołęcki 1906–1948 - Władysław Ulanowski 1921–1948 - Jan Wardak „Złośnik” 1916–1945 - Jerzy Leopold Stiasny 1919–1946 - Władysław Żwirek 1911–1946 - Kazimierz Wojciechowski 1900–1945 - Stanisław Kaczmarczyk 1922–1946 - Stanisław Zalewski 1913–1947 - Jan Piesiewicz 1902–1952 - Stefan Ostrowski „Szczygieł” 1917–1945 - Kazimierz Tuszyński „Łoś II” 1924–1950 |

## Uczczenie pamięci, dochodzenia
W wymienionych wyżej miejscach rodziny pomordowanych składały potajemnie kwiaty. Po 1956 r. niektórzy funkcjonariusze SB nieformalnie wskazywali miejsca rodzinom ofiar.
W 1956 roku sprawę utajnionych pochówków badał zastępca Prokuratora Generalnego PRL i członek PZPR Kazimierz Kosztirko, stwierdzając w swoim protokole brak jakiejkolwiek dokumentacji więziennej wskazującej, gdzie kogo pochowano. Członkami komisji sporządzającej raport byli także ppłk Marian Frenkiel – ówczesny szef III. Oddziału Naczelnej Prokuratury Wojskowej, któremu zarzuca się udział w mordach,

oraz Jan Barczak – wicedyrektor Centralnego Zarządu Więziennictwa. Raport Kosztirki podpisany też został przez grabarza Władysława Turczyńskiego (brata ppor. Kazimierza Turczyńskiego, uczestniczącego m.in. w śledztwie przeciwko zgładzonemu i pochowanemu na „Łączce” komandorowi Mieszkowskiemu).
Do stanu wojennego rodziny pielęgnowały miejsce na cmentarzu. W czasie stanu wojennego teren wyrównano i przeznaczono na nowe groby głównie wojskowych. Przykładowo grób pochowanego wtedy Jerzego Wenelczyka – dawnego oprawcy komandora Mieszkowskiego – znajduje się niedaleko przypuszczalnego miejsca pogrzebania ciała jego ofiary.
W marcu 1988 roku własne dochodzenie w celu ustalenia rzeczywistych miejsc pochówków podjęła dziennikarka Małgorzata Szejnert. W październiku 1989 r. Ministerstwo Sprawiedliwości upubliczniło podjętą przy Centralnym Zarządzie Zakładów Karnych pracę nad pełną listą osób straconych w więzieniach PRL w latach 1945–1956 oraz poinformowało o odnalezieniu Raportu Kosztirki. Zespół opracowujący listę również nie odnalazł żadnej dokumentacji miejsc pochówków.
10 stycznia 1990 roku utworzony został Społeczny Komitet budowy pomnika, któremu przewodniczy żona jednego ze straconych adwokat Maria Romer-Kędzierska. Wmurowanie kamienia węgielnego pod pomnik odbyło się 1 listopada 1990 r. Autorem projektu jest arch. Dominik Mączyński. Pomnik w kształcie fragmentu ceglanego muru z wyciętą literą „V” powstał w 1991 roku.
Pomnik z literą „V” został rozebrany w związku z rozpoczęciem prac ekshumacyjnych w 2013 roku.
27 września 2015 roku odsłonięto na terenie kwatery „Ł” Panteon – Mauzoleum Wyklętych-Niezłomnych zaprojektowany przez artystę rzeźbiarza Jana Kukę i architekta Michała Dąbka z Krakowa. W dniu odsłonięcia pochowano w nim szczątki pierwszych 35 ekshumowanych i zidentyfikowanych ofiar.

## Ekshumacje IPN

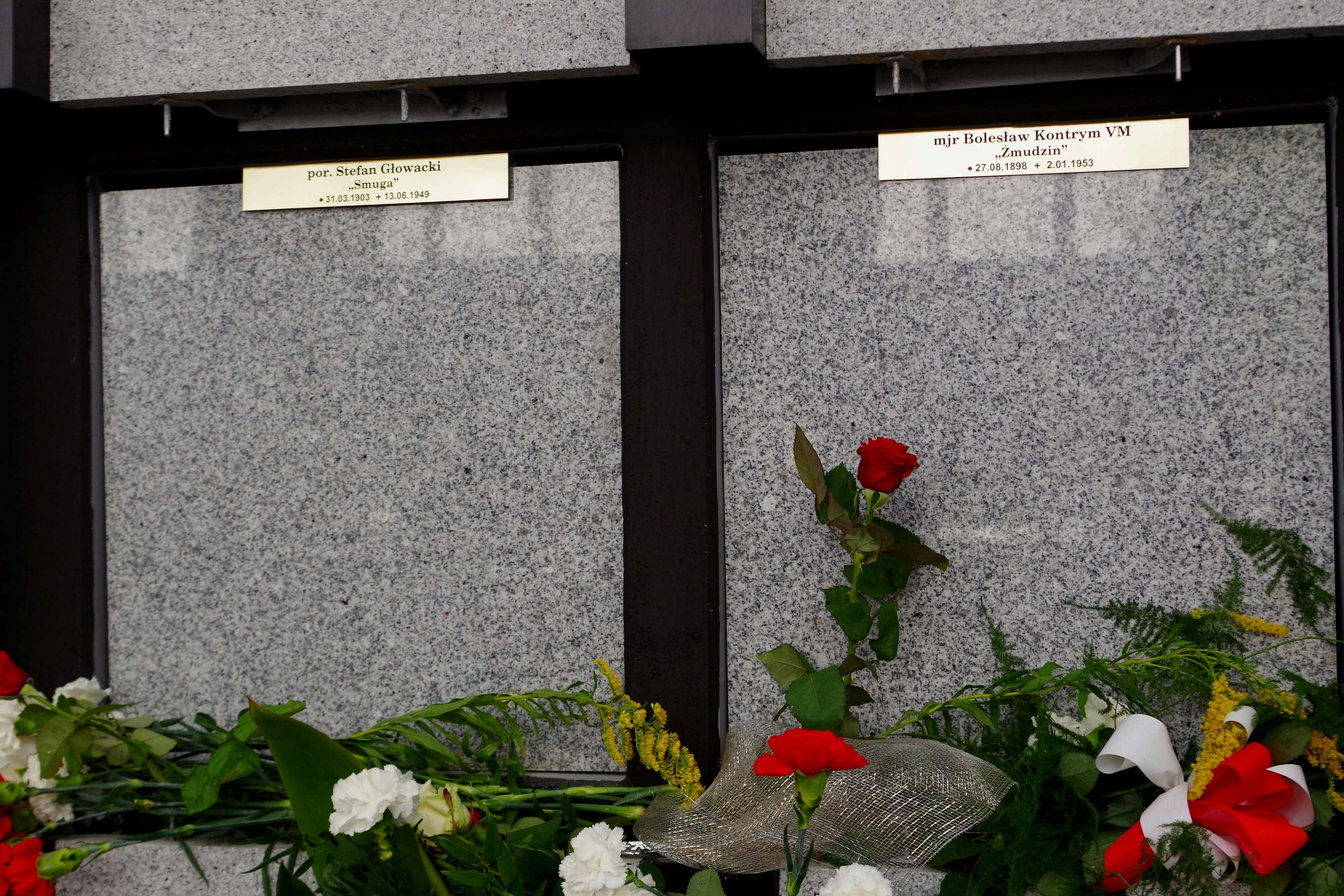
Groby por. Stefana Głowackiego ps. „Smuga” i mjr Bolesława Kontryma ps. „Żmudzin” w dniu pogrzebu w Panteonie – Mauzoleum Wyklętych-Niezłomnych na Cmentarzu Wojskowym na Powązkach w Warszawie (27.09.2015)

Instytut Pamięci Narodowej, Rada Ochrony Pamięci Walk i Męczeństwa i Ministerstwo Sprawiedliwości przy współpracy m.st. Warszawy realizowały w latach 2012–2013 projekt naukowo-badawczy „Poszukiwania nieznanych miejsc pochówku ofiar terroru komunistycznego z lat 1944–1956”. Ekshumacje prowadzone pod kierunkiem Krzysztofa Szwagrzyka rozpoczęto 23 lipca 2012, 24 lipca potwierdziły się przypuszczenia o masowych grobach ofiar zbrodni komunistycznych lat 1944–1956. Podczas prac prowadzonych w lipcu i sierpniu 2012 wydobyto szczątki 117 osób; na kwiecień 2013 zaplanowane są dalsze prace na Powązkach, a na wrzesień 2013 prace na Służewie. Ocenia się, że na Łączce znalazło swój pochówek do 300 osób. Wydobyte szczątki zostały poddane badaniom DNA z inicjatywy Pomorskiego Uniwersytetu Medycznego w Szczecinie z wykorzystaniem danych genetycznych zgromadzonych w Polskiej Bazie Genetycznej Ofiar Totalitaryzmów.
6 grudnia 2012 IPN oraz Rada Ochrony Pamięci, Walk i Męczeństwa wraz z Pomorskim Uniwersytetem Medycznym w Szczecinie ogłosiły, że zidentyfikowano tożsamość szczątków trzech pierwszych ofiar: Edmunda Bukowskiego, Stanisława Łukasika i Eugeniusza Smolińskiego. 20 lutego 2013 podano nazwiska kolejnych ofiar, wśród których znaleźli się: Stanisław Abramowski, Bolesław Budelewski, Stanisław Kasznica i Tadeusz Pelak. 28 lutego 2014 w Belwederze odbyła się uroczystość z udziałem prezydenta Bronisława Komorowskiego, podczas której ogłoszono 12 kolejnych nazwisk zidentyfikowanych ofiar. 9 czerwca 2016 w Pałacu Prezydenckim w Warszawie, rodzinom wręczono następne karty identyfikacyjne. Wśród zidentyfikowanych byli: Bronisław Chajęcki, Zygmunt Jezierski, Jan Kaim, Czesław Kania, Stanisław Konczyński, Stefan Skrzyszowski oraz Jerzy Staniewicz.
W związku z wydobyciem wszystkich szczątków, które znajdowały się w kwaterze Ł II w lipcu 2017 roku zakończono ekshumacje Identyfikacja znalezionych w sumie ponad tysiąca kości z szacunkowo trzystu osób wymaga dłuższej pracy.
Osoby których szczątki zidentyfikowano do tej pory z pomocą Polskiej Bazy Genetycznej Ofiar Totalitaryzmów:
| Nr | Stopień    | Nazwisko, imię pseudonim                                                                                       | Data i miejsce urodzenia                        | Data i miejsce śmierci            | Opis |
| -- | ---------- | --- | ----------------------------------------------- | --------------------------------- | --- |
| 1  |            | Stanisław Abramowski ps. „Bury”                                                                                | 1922.02.25, Kałuszyn                            | 1948.07.30, więzienie mokotowskie | żołnierz AK, Zrzeszenia „Wolność i Niezawisłość”, NSZ |
| 2  |            | Władysław Borowiec ps. „Żbik”                                                                                  | 1916.03.29, Chicago                             | 1948.09.25, więzienie mokotowskie | żołnierz Armii Krajowej, po wojnie księgowy w Delegaturze Biura Rewindykacji i Odszkodowań Wojennych                                                                                                |
| 3  | por.       | Henryk Borowski ps. „Trzmiel”                                                                                  | 1913.09.13, Wilno                               | 1951.02.08, więzienie mokotowskie | oficer Komendy Okręgu Wileńskiego Armii Krajowej |
| 4  |            | Bolesław Budelewski ps. „Pług”                                                                                 | 1910.11.07, Gibałka                             | 1948.07.15, więzienie mokotowskie | żołnierz Armii Krajowej, po wojnie, od 1946 r., walczył w oddz. Narodowego Zjednoczenia Wojskowego                                                                                                  |
| 5  | por.       | Edmund Bukowski ps. „Edmund”                                                                                   | 1918, majątek Pustoszka w powiecie Nowa Wilejka | 1950.04.13, więzienie mokotowskie | oficer Armii Krajowej |
| 6  | płk        | Bronisław Chajęcki ps. „Boryna”, „Maciej Boryna”,                                                              | 1902.12.15, Warszawa                            | 1948.12.28, więzienie mokotowskie | kapitan Wojska Polskiego, pułkownik Armii Krajowej, komendant Państwowego Korpusu Bezpieczeństwa na obszar Warszawy                                                                                 |
| 7  | mjr        | Jan Czeredys                                                                                                   | 1912.10.15, Turów                               | 1948.12.28, więzienie mokotowskie | major Wojska Polskiego |
| 8  | ppor.      | Julian Czerwiakowski ps. „Jerzy Tarnowski”                                                                     | 1911.02.12, Żuromin                             | 1953.01.05, więzienie mokotowskie | oficer Narodowych Sił Zbrojnych (NSZ), szef komórki obserwacyjno-wywiadowczej I Okręgu Warszawa NSZ pod pseudonimem „J-13”                                                                          |
| 9  |            | Bolesław Częścik ps. „Orlik”                                                                                   | 1924.06.01, Wola-Józefowo                       | 1951.07.10, więzienie mokotowskie | żołnierz Narodowych Sił Zbrojnych, Narodowego Zjednoczenia Wojskowego |
| 10 | mjr        | Hieronim Dekutowski ps. „Zapora”                                                                               | 1918.09.24, Dzików                              | 1949.03.07, więzienie mokotowskie | cichociemny, oficer Armii Krajowej, Delegatury Sił Zbrojnych i Zrzeszenia „Wolność i Niezawisłość”                                                                                                  |
| 11 |            | Adam Gajdek ps. „Agata”, „Antek”, „Olek”                                                                       | 1915, Turów                                     | 1949.01.14, więzienie mokotowskie | podoficer Wojska Polskiego, żołnierz Związku Walki Zbrojnej, Armii Krajowej i Zrzeszenia „Wolność i Niezawisłość”                                                                                   |
| 12 | por.       | Stefan Głowacki ps. „Smuga”                                                                                    | 1903.03.31, Lublin                              | 1949.06.13, więzienie mokotowskie | oficer Okręgu Wileńskiego Armii Krajowej |
| 13 | por.       | Roman Groński ps. „Żbik”                                                                                       | 1926.02.28, Kraśnik                             | 1949.03.07, więzienie mokotowskie | porucznik Wojska Polskiego, żołnierz Armii Krajowej, członek Zrzeszenia „Wolność i Niezawisłość” |
| 14 | por.       | Zygmunt Jezierski ps. „Jastrząb”, „Orzeł”                                                                      | 1925.07.27, Mrozy                               | 1949.08.27, więzienie mokotowskie | dowódca oddziału NSZ działającego w ramach samodzielnego Rejonu NSZ-Mrozy |
| 15 |            | Marian Kaczmarek ps. „Paweł”                                                                                   | 1904.10.07, Koronowo                            | 1953.04.07, więzienie mokotowskie | maszynista kolejowy, kurier emigracyjnego ośrodka wywiadowczego w Barkhausen |
| 16 | ppor.      | Jan Kaim ps. „Filip”, „Wiktor”                                                                                 | 1912.09.19, Starosiedlice                       | 1948.07.18, więzienie mokotowskie | organizator siatki kontaktowej konspiracyjnego Stronnictwa Narodowego |
| 17 | ppor.      | Czesław Kania ps. „Nałęcz”, „Witold”, „Wyrwa”, „Waldemar”                                                      | 1909.03.19, Lipniki                             | 1949.08.12, więzienie mokotowskie | członek Komendy XVI Warszawskiego Okręgu NZW |
| 18 | ppłk.      | Stanisław Kasznica ps. „Maszkowski”                                                                            | 1908.07.25, Lwów                                | 1948.05.12, więzienie mokotowskie | ostatni Komendant Główny Narodowych Sił Zbrojnych |
| 19 | płk        | Aleksander Kita                                                                                                | 1912.12.12, Annopol                             | 1952.12.03, więzienie mokotowskie | pułkownik Wojska Polskiego |
| 20 | mjr.       | Bolesław Kontrym ps. „Żmudzin”, „Biały”, „Bielski”, „Cichocki”                                                 | 1898.08.27, Zaturce                             | 1953.01.02, więzienie mokotowskie | oficer Policji Państwowej w II Rzeczypospolitej, major Wojska Polskiego, cichociemny, oficer Armii Krajowej                                                                                         |
| 21 |            | Stanisław Konczyński ps. „Kunda”, „Stary”,                                                                     | 1914.01.06, Księte                              | 1950.03.29, więzienie mokotowskie | żołnierz Narodowego Zjednoczenia Wojskowego |
| 22 | por.       | Józef Kozłowski ps. „Las”, „Vis”, „J. Kawecki”                                                                 | 1910.03.19, Demen lub Samen (obecnie Łotwa)     | 1949.08.12, więzienie mokotowskie | komendant Okręgu XVI NZW |
| 23 |            | Zygfryd Kuliński ps. „Albin”                                                                                   | 1924.01.03, Gralewo                             | 1950.03.29, więzienie mokotowskie | żołnierz Ruchu Oporu Armii Krajowej i Narodowego Zjednoczenia Wojskowego |
| 24 |            | Stanisław Kutryb ps. „Ryś”, „Rekin”                                                                            | 1925.05.07, Oborczyska                          | 1949.05.19, więzienie mokotowskie | żołnierz Narodowego Zjednoczenia Wojskowego |
| 25 | kpt.       | Stanisław Łukasik ps. „Ryś”                                                                                    | 1918, Lublin                                    | 1949.03.07, więzienie mokotowskie | oficer Armii Krajowej, Zrzeszenia „Wolność i Niezawisłość” |
| 26 |            | Józef Łukaszewicz ps. „Walek”, „Kruk”                                                                          | 1929.03.19, Klukowo                             | 1949.01.28, więzienie mokotowskie | żołnierz Narodowych Sił Zbrojnych |
| 27 | por.       | Jerzy Miatkowski ps. „Zawada”                                                                                  | 1923.06.08, Jabłonna                            | 1949.03.07, więzienie mokotowskie | porucznik Wojska Polskiego, żołnierz Armii Krajowej, uczestnik Powstania Warszawskiego, członek Zrzeszenia „Wolność i Niezawisłość” w okresie powojennym, adiutant Hieronima Dekutowskiego „Zapory” |
| 28 | kmdr       | Stanisław Mieszkowski                                                                                          | 1903.06.17, Piotrków Trybunalski                | 1952.12.16, więzienie mokotowskie | komandor Marynarki Wojennej i dowódca Floty |
| 29 | ppłk       | Antoni Olechnowicz ps. „Meteor”, „Kurkowski”, „Pohorecki”, „Lawicz”, „Krzysztof”, „Roman Wrzeski”, „Kurcewicz” | 1905.06.13, Marguciszki, powiat święciański     | 1951.02.08 więzienie mokotowskie  | podpułkownik dyplomowany piechoty Wojska Polskiego |
| 30 | płk        | Marian Orlik                                                                                                   | 1916.05.09, Szamotuły                           | 1953.02.03, więzienie mokotowskie | pułkownik Wojska Polskiego |
| 31 |            | Roman Henryk Pawłowski ps. „Henryk Orłowski”, „Długi”                                                          | 1925, Bydgoszcz                                 | 1949.02.03, więzienie mokotowskie | żołnierz Armii Krajowej, kurier Rządu RP na Uchodźstwie |
| 32 | por.       | Tadeusz Pelak ps. „Junak”                                                                                      | 1922.10.01, Wilkołaz                            | 1949.03.07, więzienie mokotowskie | oficer Armii Krajowej, Zrzeszenia „Wolność i Niezawisłość” |
| 33 | kmdr por.  | Zbigniew Przybyszewski                                                                                         | 1907.09.22, Giżewo                              | 1952.12.16, więzienie mokotowskie | komandor porucznik Marynarki Wojennej |
| 34 | ppor       | Edward Pytko                                                                                                   | 1929.09.14, Wiewiórka                           | 1952.08.29, więzienie mokotowskie | pilot instruktor w Oficerskiej Szkole Lotniczej nr 5 w Radomiu |
| 35 |            | Karol Rakoczy ps. „Bystry”                                                                                     | 1928.06.05, Raczyny                             | 1950.03.29, więzienie mokotowskie | żołnierz Narodowych Sił Zbrojnych |
| 36 |            | Stefan Skrzyszowski ps. „Bolek”                                                                                | 1911.12.27, Złoczów                             | 1953.05.15, więzienie mokotowskie | członek Zrzeszenia Wolność i Niezawisłość |
| 37 |            | Eugeniusz Smoliński ps. „Kazimierz Staniszewski”                                                               | 1905, Warszawa                                  | 1949.04.09, więzienie mokotowskie | żołnierz Armii Krajowej |
| 38 | kpr. pchor | Dionizy Sosnowski ps. „Józef”                                                                                  | 1929, Goniądz                                   | 1953.05.15, więzienie mokotowskie | absolwent kursu radiotelegrafistów Delegatury Zagranicznej Zrzeszenia „Wolność i Niezawisłość” |
| 39 | kmdr.      | Jerzy Staniewicz                                                                                               | 1903.08.06, Kuźnieck                            | 1952.12.12, więzienie mokotowskie | |
| 40 | mjr        | Zygmunt Szendzielarz ps. „Łupaszka”                                                                            | 1910.03.12, Stryj                               | 1951.02.08, więzienie mokotowskie | oficer WP, dowódca: V Wileńskiej Brygady Armii Krajowej, oddziałów partyzanckich eksterytorialnego Okręgu Wileńskiego AK, Ośrodka Mobilizacyjnego Okręgu Wileńskiego AK                             |
| 41 | por.       | Zygmunt Szymanowski ps. „Jezierza”, „Lis”, „Bez”, „Cis”, „61”                                                  | 1910.08.15, Motule                              | 1950.05.31, więzienie mokotowskie | oficer Okręgu Wileńskiego Armii Krajowej |
| 42 | mjr        | Ludwik Jan Świder ps. „Johann Puk”                                                                             | 1893                                            | 1952.12.19, więzienie mokotowskie | oficer zawodowy Wojska Polskiego |
| 43 | por.       | Aleksander Tomaszewski ps. „Al”, „Bończa”                                                                      | 1904.12.12, Wilno                               | 1949.06.13, więzienie mokotowskie | oficer Okręgu Wileńskiego Armii Krajowej |
| 44 | por.       | Edmund Tudruj ps. „Mundek”                                                                                     | 1923.10.22, Stasin                              | 1949.03.07, więzienie mokotowskie | porucznik Wojska Polskiego, żołnierz Armii Krajowej, członek Zrzeszenia „Wolność i Niezawisłość” |
| 45 | por.       | Wacław Walicki ps. „111”, „Druh Michał”, „Pan Michał”, „Tesarro”                                               | 1903.10.11, Mińsk Mazowiecki                    | 1949.01.28, więzienie mokotowskie | oficer Komendy Okręgu Wileńskiego Armii Krajowej |
| 46 | por.       | Arkadiusz Wasilewski ps. „Biały”                                                                               | 1925.01.04, Sterdyń                             | 1949.03.07, więzienie mokotowskie | porucznik Wojska Polskiego, żołnierz Związku Walki Zbrojnej-Armii Krajowej, członek Zrzeszenia „Wolność i Niezawisłość”                                                                             |
| 47 | por.       | Ryszard Widelski ps. „Irydion”, „Wiara”, „Wiesia”, „Władysław”, „Żbik”                                         | 1913.08.19, Warszawa                            | 1949.01.28, więzienie mokotowskie | oficer Armii Krajowej i Zrzeszenia „Wolność i Niezawisłość” |

25 marca 2013 film dokumentujący ekshumacje przedstawił reżyser Arkadiusz Gołębiewski, studio „Gołąb”.

## Fundacja
Opiekę nad Kwaterą na Łączce sprawuje oraz działalność wspierającą prowadzi Fundacja „Łączka”, założona pod koniec 2013, której prezesem został Tadeusz Płużański.